# فيلاباتي
فيلاباتي (بالإيطالية: Villabate)‏ هي بلدية في مقاطعة باليرمو في صقلية الإيطالية.

## السكان
في سنة 1861 بلغ عدد السكان 2٬438 نسمة، وتطور العدد ليصل في سنة 2011 لـ 19٬819 نسمة.
يظهر هذا المخطط البياني تطور النمو السكاني لـ فيلاباتي